# Alex Blake (actriz)
Alex Blake (California; 9 de marzo de 1998) es una actriz pornográfica y modelo erótica estadounidense.

## Biografía
Natural del estado de California, pasó su infancia en Carolina del Sur, donde en el año 2000 nació su hermana pequeña, a la postre también actriz pornográfica Taylor Blake. Comenzó su carrera en la industria del cine para adultos en el año 2016, con 18 años, trasladándose a Florida para grabar sus primeras escenas con productoras del sector.
Como actriz, ha trabajado con estudios como Mofos, Bangbros, Reality Kings, Pure Taboo, Elegant Angel, Digital Sin, Twistys, New Sensations, Vixen, Brazzers, Naughty America, Evil Angel, Blacked, Digital Playground o Jules Jordan Video, entre otros.
Al abrigo del desarrollo de la realidad virtual, que comenzó a internarse en la industria pornográfica abriendo nuevos géneros, Blake comenzó a participar en diversas producciones especializadas en esta técnica.
En 2019, consiguió su primera nominación en los Premios AVN gracias a dichas producciones, con una nominación a la Mejor escena de sexo en realidad virtual por Christmas Bonus. Al año siguiente se alzaría, en su primera nominación, con un galardón en los Premio XBIZ al alzarse con el galardón a la Mejor escena de sexo en realidad virtual, junto a Adria Rae, Gina Valentina y Tommy Gunn, por Santa's Naughty List.
Ha rodado más de 300 películas como actriz.
Algunos trabajos suyos son AMK Hardcore 5, Backseat Banging 3, Corrupted Cuties 6, Don't Say A Word, Family Pies 3, Girl Scout Nookies 3, Juicy Licks 8, MOFOs Lab, Public Sex Adventures 6, Schoolgrlz o Tie Me Up 2.

## Premios y nominaciones
| Año  | Ceremonia                   | Resultado | Premio                                    | Trabajo              |
| ---- | --------------------------- | --------- | ----------------------------------------- | -------------------- |
| 2018 | Spank Bank Awards           | Nominada  | Best Smile                                | —                    |
| 2018 | Spank Bank Awards           | Nominada  | (Reverse) Cowgirl Connoisseur of the Year | —                    |
| 2019 | Premios AVN                 | Nominada  | Mejor escena de sexo en realidad virtual  | Christmas Bonus      |
| 2019 | Spank Bank Awards           | Nominada  | Best Smile                                | —                    |
| 2019 | Spank Bank Awards           | Ganadora  | Excellence in Muff Maintenance            | —                    |
| 2019 | Spank Bank Awards           | Nominada  | Most Adorable Sexual Deviant              | —                    |
| 2019 | Spank Bank Awards           | Nominada  | Prettiest Girl In Porn                    | —                    |
| 2019 | Spank Bank Awards           | Ganadora  | The Girl Next Door? Only Dirtier          | —                    |
| 2019 | Spank Bank Awards           | Nominada  | Tiniest Vag                               | —                    |
| 2019 | Spank Bank Techincal Awards | Ganadora  | Best Bangs                                | —                    |
| 2020 | Premios XBIZ                | Ganadora  | Mejor escena de sexo en realidad virtual  | Santa's Naughty List |
| 2020 | Spank Bank Awards           | Nominada  | Best Spitter / Drooler                    | —                    |
| 2020 | Spank Bank Awards           | Nominada  | Creampied Cutie of the Year               | —                    |
| 2020 | Spank Bank Awards           | Ganadora  | Excellence in Muff Maintenance            | —                    |
| 2020 | Spank Bank Awards           | Nominada  | Spit Roasted Superstar of the Year        | —                    |
| 2020 | Spank Bank Awards           | Nominada  | VR Star of the Year                       | —                    |
| 2020 | Spank Bank Techincal Awards | Ganadora  | Fortnite Legend                           | —                    |
| 2021 | Premios AVN                 | Nominada  | Mejor escena de sexo lésbico              | LesbianX Homemade    |
| 2022 | Premios XBIZ                | Nominada  | Mejor escena de sexo en realidad virtual  | Bunny Battle Royale  |